# Eugène Kabongo
Eugène Kabongo Ngoy (Kinshasa, 3 november 1960) is een voormalige voetballer uit de Democratische Republiek Congo. Hij speelde in zijn loopbaan als profvoetballer onder meer voor RSC Anderlecht en Olympique Lyon.

## Carrière
Eugène Kabongo werd geboren in Kinshasa in Zaïre (het huidige Congo-Kinshasa). Op jonge leeftijd al trok hij van de ene club naar de andere. Hij begon DP Mokanda, trok dan naar respectievelijk FC Onatra en FC Kalamu en ten slotte naar AC Matonge, waar hij opgemerkt werd door een Belgische club.
Die club was RFC Seraing uit Luik. De grote spits tekende een contract en maakte in 1983 zijn debuut in de Belgische competitie. In zijn eerste seizoen speelde hij slechts vier keer en scoorde hij één keer. Een jaar later kreeg hij een vaste plaats in de aanval. In 23 wedstrijden wist hij 19 keer te scoren.
Al gauw viel Kabongo op in de rest van het land en zelfs in de rest van Europa. In 1985 trok de aanvaller naar de Franse Ligue 2 en sloot zich aan bij Racing Paris. In 30 wedstrijden scoorde hij 29 keer voor de Parijzenaars, dat is een gemiddelde van net geen doelpunt per wedstrijd. Het leverde zijn club de titel op en de promotie naar de Ligue 1.
Dit was het moment dat RSC Anderlecht de Congolees naar het Astridpark lokte. Maar hij kwam er amper van de bank en moest wijken voor andere aanvallers zoals de jonge Luc Nilis, Arnór Guðjohnsen en Edi Krnčević. Anderlecht speelde zonder Kabongo kampioen.
In Frankrijk waren ze hem echter nog niet vergeten en Olympique Lyon haalde hem bij Anderlecht weg. Hij werd een vaste waarde in de spits bij Lyon en werd in 1988 uitgeroepen tot de Beste Speler uit Ligue 2. Hij promoveerde in 1989 met Lyon naar het hoogste niveau. En ook in Ligue 1 scoorde hij vlot.
Na slechts een jaar op het hoogste niveau kwam er de transfer naar SC Bastia dat speelde in de Ligue 2. Kabongo speelde er regelmatig maar scoorde niet meer zo vlot als in zijn topdagen. In 1992 zette hij op 32-jarige leeftijd een punt achter zijn carrière.

## Clubstatistieken
| Seizoen  | Club                 | Duels | Goals | Competitie              |
| -------- | -------------------- | ----- | ----- | ----------------------- |
| 1983-'84 | RFC Seraing          | 4     | 1     | Belgische eerste klasse |
| 1984-'85 | RFC Seraing          | 23    | 19    | Belgische eerste klasse |
| 1985-'86 | Racing Club de Paris | 30    | 29    | Ligue 2                 |
| 1986-'87 | RSC Anderlecht       | 9     | 1     | Belgische eerste klasse |
| 1987-'88 | Olympique Lyon       | 27    | 14    | Ligue 2                 |
| 1988-'89 | Olympique Lyon       | 30    | 22    | Ligue 2                 |
| 1989-'90 | Olympique Lyon       | 26    | 12    | Ligue 1                 |
| 1990-'91 | SC Bastia            | 15    | 8     | Ligue 2                 |
| 1991-'92 | SC Bastia            | 11    | 7     | Ligue 2                 |